# Filadelfo Insolera
Filadelfo Insolera   (Lentini, 29 de febrer de 1880 - Milà, 1 d'octubre de 1955) va ser un matemàtic italià.

## Vida i Obra
Insolera va fer els estudis primaris a la seva vila natal, a la província de Siracusa, i els secundaris a Catània on s'havia traslladat la família. Va cursar estudis universitaris a Roma amb els professors Guido Castelnuovo i Vito Volterra i es va graduar el 1902. Després de fer d'assistent del professor Tullio Bagni, qui el va interessar pel càlcul actuarial, va ser cap de l'oficina actuarial del Istituto Nazionale della Previdenza Sociale.
El 1914 va obtenir per oposició la càtedra de matemàtica financera al Istituto Superiore di Scienze Economiche e Commerciali de Torí, institució que va dirigir entre 1927 i 1929 i que el 1935 es va convertir en la facultat d'econòmiques de la universitat de Torí. El 1919, juntament amb Salvatore Ortu-Carboni, va fundar la revista Giornale di matematica finanziaria.
El 1932 es va traslladar a Roma per ocupar un càrrec oficial, mantenint la seva càtedra a Torí. En acabar la Segona Guerra Mundial, el 1945-1946, va ser investigat per la comissió desfeixistadora, que el va acusar de ser un feixista de primera fornada, però finalment en va ser exculpat i admès a la nova Itàlia antifeixista.
Va morir sobtadament a Milà mentre presidia un tribunal d'oposicions.
Els treballs d'Insolera se centren en l'astadísitca, el càlcul actuarial i la matemàtica financera, essent un dels introductors de conceptes estadístics avançats a Itàlia. Va se l'autor dels influents tractats Elementi di matematica finanziaria ed attuariale (1916), Corso di matematica finanziaria (1923) i Trattato di scienza attuariale en tres volums (1947-1950) dedicats respectivament a la teoria de la supervivència, de la capitalització i de l'amortització.